# 李元昌
李元昌（619年—643年4月29日），唐高祖第七子，母孫嬪。

## 生平
李元昌于武德三年（620年）封鲁王。贞观二年（628年），授散骑常侍。贞观五年（631年），任西韩州刺史，不久改任华州刺史。贞观八年（634年），改任梁州刺史。贞观十年正月（636年），改封汉王，改任梁州都督。贞观十七年（643年），改任陇州刺史。
李元昌少好學，善隸書，又善画馬。與太子李承關係良好，常在一起遊玩。李元昌游猎无度，友王弘直上书切谏：“宗子是保城卫国之依托，所以能巩固邦家之业。大王功劳没有任城王（曹彰、一说李道宗）攻战克敌之效，品行没有河间王（刘德）乐善之美誉，封爵高于五等，封邑富达千室，当思虑报答陛下之洪恩，保国家无疆之福祚。为此而计，在于修德，遵循《诗》《礼》，博览史传。观察古人成败之所由，借鉴既往存亡之事迹，前车之覆后车之戒，居安思危。为什么纵马齐驱，在垄亩上奔驰，田野有游猎之客，里巷没有安居之人。给百姓带来忧患，逞一时的快乐，追踪禽兽不息，实在令人寒心。”李元昌看到之后稍稍停止，但逐渐排斥他。王弘直转任荆王李元景友。
貞觀十七年（643年）四月，李承乾、李元昌、兵部尚书侯君集等陰謀發動政變，事敗，唐太宗想要将他特敕免死，受到大臣高士廉、李世勣阻止。四月六日（4月29日）李元昌被赐自尽于家，时年二十五岁。妻子被籍没。当年十月十五日（12月1日），又以国公礼葬于雍州之高阳原。

## 家庭

### 王妃
- 豆卢氏，北周骠骑大将军、沃野县开国公豆卢恩曾孙女，隋朝使持节、洪夏二州总管、徐沂定相恒五州刺史、南陈郡开国公豆卢通孙女，唐朝礼部尚书、光禄大夫、上柱国、芮国公、赠特进、并州都督豆卢宽之女，虚龄九岁册拜为汉王妃，贞观十六年因为李元昌犯罪被牵连入掖庭，永徽元年被大赦放回，后在证果寺出家，因病在雍州长安县弘德里证果寺去世，虚岁三十八，咸亨三年十二月三日葬于雍州明堂县少陵原[1]

### 子女
- 僧有怀，嫡子，在兴善寺出家，永徽五年正月十一日在弘德坊舅舅家去世，虚岁十七，同月廿日葬于高阳原[2]

唐故元昌墓志铭

　　元昌，字口口，皇帝异母之弟也。若乃震基峻极，灵源长远，悬诸日月，可得言焉。公流派天演，霄形紫极，姿容端丽，体貌淹华，渔猎典坟，颇好音乐。至于啼猨落雁之巧，命中如入神；垂露象形之工，转注穷众妙。以武德三年封鲁王，启祚龟蒙，开基曲阜。朱轮纷憾，出上路而光生；绿授担珪，入象阅而辉瑛。贞观二年授散骑常侍，五年除西韩州刺史，俄迁华州刺史；八年除梁州刺史。十年正月改封汉王、梁州都督；十七年陇州刺史，余封如故。历职内外，善政蔑闻，祸绒流声，朝经以麟。皇上爱深同气，情敦在原，选择明贤，用为师傅。仍自室忘设酸，门尽荆抑。内溺胜滕诡之言，外拒邹枝枚之谏。是以牛夭告浸，鼠舞表祥。有益狂心，曾无俊志。萦彰玉鹤，祸发金龟。主上犹屈法从恩，未付甸人之职。迫于众请，方就至公之议。贞观十七年四月六日赐死于私第，春秋廿有五。诏以国公礼葬焉。粤以其年岁次癸卯十月丁未朔十五日辛酉窆于雍州之高阳原。史臣述行，乃为铭曰：

分枝弱木，流润琼田。辫名廿岁，藻绚韶年。笃翔青简，凤舞红胶。日乌随箭，云雁惊纹。

书祚龟蒙，锡珪肤壤。平台是习，短衣彼仰。管蔡齐声，燕吴接响。牛天示罚，身缨疏网。

皇德被洽，有弃垂恩。荣加宽岁，惠渐幽魂。郭墟霜净，阂墓云昏。一扃泉户，万古何传。

## 延伸阅读
[在维基数据编辑]
 《舊唐書·卷64》，出自刘昫《舊唐書》
 《新唐書·卷079》，出自《新唐書》